# They've Actually Gotten Worse Live!
They've Actually Gotten Worse Live! is het tweede livealbum van de Amerikaanse punkband NOFX. Het werd uitgegeven op 20 november 2007 door Fat Wreck Chords en bevat niet een nummer dat ook op het eerste livealbum I Heard They Suck Live!! staat.

## Veranderingen in de teksten
Op dit album staan veel veranderingen in de teksten van de nummers. Hier staan een aantal voorbeelden.
- In "Franco Un-American" zingt Fat Mike "The Dead Kennedys and Wasted Youth", in plaats van de oorspronkelijk tekst; "Public Enemy and Reagan Youth".
- In het nummer "What's The Matter With Parents Today?" verandert Mike "having sex publically" in "having sex anally". De zin "I thought the apple fell far from the tree" werd vervangen door "The asshole fell far from the tree" en "On the couch, with my Misfits records out" is veranderd in "On the lawn, with My Chemical Romance on".
- Het refrein van "The Longest Line": "This world is much too dangerous for someone lacking luck like me" werd veranderd in "This world is much too dangerous for someone who's as drunk as me" en de laatste paar regels van het lied worden veranderd in "Do you have the time/To listen to me whine?". Dit is een verwijzing naar het nummer "Basket Case" van Green Day.

## Nummers
1. "Intro/Glass War" - 4:39
2. "You're Wrong" - 2:53
3. "Franco Un-American" - 3:19
4. "Scavenger Type" - 2:50
5. "What's the Matter With Parents Today" - 2:27
6. "The Longest Line" - 2:34
7. "New Happy Birthday Song?" - 1:14
8. "Eat the Meek" - 4:01
9. "Murder the Government" - 1:12
10. "Monosyllabic Girl" - 0:52
11. "I'm Telling Tim" - 1:08
12. "Instant Crassic" - 0:40
13. "Can't Get the Stink Out" - 0:50
14. "See Her Pee" - 0:29
15. "I Wanna Be an Alcoholic" - 0:23
16. "Fuck the Kids" - 0:20
17. "Juice Head" - 0:58
18. "What Now My Love" - 3:35
19. "Lori Meyers" - 3:30
20. "We March to the Beat of Indifferent Drum" - 5:40
21. "I, Melvin" (met Matt Hensley, van Flogging Molly, op accordeon) - 3:10
22. "Green Corn" - 2:55
23. "Whoops I OD'd" - 3:10
24. "Stickin in My Eye/The Decline [faded out]" - 6:09